# サラマンカホール
サラマンカホールは、岐阜県岐阜市の岐阜県県民ふれあい会館内にある岐阜県立コンサートホール。管理・運営は指定管理者のふれあいファシリティズが行っている。

## 概要
ホールの名前のサラマンカ市は、スペインのカスティーリャ・イ・レオン州サラマンカ県の県都であり、旧市街が世界遺産に登録されている。岐阜県とサラマンカ市の交流にちなんで名付けられた。開館当初から大阪フィルハーモニー交響楽団とゆかりが深く、こけら落とし（開館記念）公演は大フィル（指揮は秋山和慶）が行ったほか、毎年大フィルの岐阜定期演奏会が本ホールで開催されている。大フィルの毎年の数多くの公演の中でも、「定期演奏会」と銘打たれているのは、本拠地大阪のフェスティバルホールでの定期演奏会と東京定期演奏会を除けば、この岐阜定期演奏会のみである。
いずみホールとサントリーホールは姉妹ホールであるほか、ハーモニーホールふくいとは友好ホール宣言している。

## 施設概要
岐阜県県民ふれあい会館は、第1棟、第2棟、ホール棟の3棟で構成されているが、そのホール棟がサラマンカホールである。
- 形式：シューボックス型
- 室容積：10,400m3
- 残響時間（満席／500Hz）：1.8秒

パイプオルガンは、オルガンビルダー辻宏の作で、サラマンカにあるサラマンカ新大聖堂のパイプオルガンの複製である。ホール正面には、3体の石造レリーフが設置されている。これは、サラマンカ大学とサラマンカ新大聖堂のそれぞれの建物正面をモチーフにしている。石材は現地から日本に運んだビジャマジョール石を使用したものである。

## 年表
- 1994年4月 - コンサートホール開館。
- 1995年4月 - パイプオルガン完成。
- 1995年10月 - 日本モーツァルト音楽コンクール開催。
- 1998年3月 - 石造レリーフ完成。
- 2006年4月 - ふれあいFNS共同体が指定管理者となる（受託期間は5年）。
- 2011年4月 - ふれあい会館ＤＮ運営共同体が指定管理者となる（受託期間は5年）。
- 2013年8月 - レジデント事業としてサラマンカ少年少女合唱団 CORO Junior を結成。
- 2015年9月 - レジデント事業としてサラマンカホール・レジデント・カルテットを結成。
- 2020年 - ぎふ弦楽器貸与プロジェクト「STROAN」開始。
- 2024年2月20日 - 愛知県立芸術大学と包括連携協定を締結[2]。

## 交通アクセス

### 公共交通機関
- JR東海道本線・高山本線 岐阜駅から「岐阜バス」で約25分。

### 自動車
- 名神高速道路 岐阜羽島ICより車で約20分。
- 東海北陸自動車道 岐阜各務原ICより車で約20分。